# Undiscovered Country
Undiscovered Country — серия комиксов, которую с 2019 года издаёт компания Image Comics.

## Синопсис
Действие происходит 30 лет спустя в США, которые отгородились от всего мира. В страну наконец попадает группа людей, ищущая лекарство от пандемии, но им приходится столкнуться с суровыми реалиями.

## Отзывы
На сайте Comic Book Roundup, по состоянию на ноябрь 2022 года, серия имеет оценку 8,5 из 10 на основе 173 рецензий. Майк Фугере из Comic Book Resources похвалил сценаристов за созданный ими лор. Чейз Магнетт из ComicBook.com дал первому выпуску 4 балла из 5 и посчитал, что в нём «есть много смыслов, скрытых от читателей, которые делают прочтение [ещё] гораздо более завораживающим». Джастин Партридж из Newsarama поставил дебюту оценку 8 из 10, но подчеркнул, что «он может быть слишком насыщенным для вступительного выпуска». Ронни Горэм из ComicsVerse присвоил присвоил первому выпуску рейтинг 85 % и отметил хорошую работу художников.